# Альтернатива для Швеції
Альтернатива Для Швеції (швед. Alternativ för Sverige, AfS) — шведська націонал-консервативна та правопопулістична політична партія. Була створена 2017 року колишніми членами Шведських молодих демократів — молодіжного крила партії шведських демократів, які вийшли з її складу 2015 року. Партія виступає за репатріацію іммігрантів, принцип невтручання, вихід Швеції із Європейського Союзу, пропорційне оподаткування і захист прав тварин. Також члени партії негативно ставляться до НАТО. Незмінним лідером партії є Ґустав Кассельстранд. «Альтернатива для Швеції» брала участь у парламентських виборах у Швеції 2018 року та набрала лише 0,31% від загальної кількості голосів. Зараз АдШ — друга за розміром партія, яка не представлена в Риксдазі після «Феміністична ініціатива».

## Історія

### Створення партії
У квітні 2015 року партія шведських демократів звинуватила своє молодіжне крило у відносинами з неонацистською організацією Nordic Youth. Внаслідок цього 27 квітня з партії були виключені голова молодіжного крила Ґустав Кассельстранд та його заступник Вільям Гане. Обидва заперечували свій зв'язок з екстремістами та заявляли, що лідер шведських демократів Матіас Карлсон всього лише намагався позбутись них після перемоги Хане серед кандидатів у лідери партії на засіданні в Стокгольмі. Після цього молодіжне крило Шведських демократів стало незалежною організацією.
На початку 2017 року Шведське радіо оголосило, що члени Шведських молодих демократів надали документи виборчій комісії для реєстрації власної партії на парламентські вибори. 13 грудня того ж року партія була зареєстрована, а офіційно своє існування вона розпочала 5 березня 2018 року. ЇЇ лідерами стали Кассельстранд, Гане та їх соратниця Джессіка Ольсон. Пізніше до партії долучились депутати Риксдагу від шведських демократів Олле Фельтен та Джефф Аль, проте згідно із законом вони не мали права представляти там нову партію. Також до новоутвореної партії долучився колишній лідер шведських демократів Мікаель Янссон. Він пояснив своє рішення припиненням своєю колишньою партією антинатівської політики.

### Вибори 2018 року
Перед виборами до Риксдагу лідер партії Кассельстрад назвав її «найбільшим сучасним політичним землетрусом у Швеції». Цей статус підтвердив також і Джефф Аль, який на мітингу прихильників партії в місті Хальмстад пообіцяв вислати з країни щонайменше 500 тисяч мігрантів. Однак партія провалила вибори, набравши всього лише 0,31% голосів. Вночі після виборів члени партії були вигнані з ресторану іранської кухні, де вони святкували результати виборів. На місцевих виборах партія участі не брала.

### Подальша діяльність
Наступного року партія брала участь у Вибори до Європейського парламенту, проте також невдало.
У березні 2020 року заступник голови партії Вільям Гане пішов у відставку з посади після того, як Expressen виявив, що він керує вебмагазином, який продає хірургічні маски на 759% дорожче їх ринкової ціни під час пандемії коронавірусу.

## Ідеологія партії
На своєму вебсайті лідер партії Ґустав Кассельстранд описує Альтернативу для Швеції як шведську націоналістичну партію та перелічує три ключові питання:
- Репатріація іммігрантів
- Демократія
- Правопорядок

Партія сповідує євроскептичні погляди та вважає членство Швеції в Євросоюзі як загрозу для її незалежности. Також вона виступає проти приєднання Швеції до НАТО, пропонуючи замість цього створення оборонного альянсу країн північної Європи. Окрім того, вона прагне обмежити виплату соціальних пільг шведським громадянам, перейти від прогресивного до єдиного податку на прибуток, замінити диференційовані ставки ПДВ фіксованою ставкою, ренаціоналізувати всі школи та боротися з ідеєю безготівкового суспільства. «Альтернатива для Швеції» також хоче припинити використання викопних палив, посилаючись як на захист навколишнього середовища, так і на причини національної безпеки. Партія відчуває на собі вплив передвиборчої кампанії та риторики президента США Дональда Трампа і часто говорить про важливість "осушення політичного болота" та очищення шведської бюрократії. Загалом, політика партії має багато спільного із німецькою «Альтернативою для Німеччини», австрійською «Партією свободи» та французьким «Національним фронтом».
Аналітичний центр «European Values» пов'язує партію «Альтернатива для Швеції» із Росією, зокрема через її євроскептичну політику. Саме з цим пов'язують візит лідерів партії до Москви в червні 2018 року, під час якого Мікаель Янссон висловив особисту подяку Путіну за його участь у війні в Сирії.